# Digitaria ternata
Digitaria ternata är en gräsart som först beskrevs av Achille Richard, och fick sitt nu gällande namn av Otto Stapf. Digitaria ternata ingår i släktet fingerhirser, och familjen gräs. Inga underarter finns listade i Catalogue of Life.